# Diego Willis
Diego Armando Willis Orozco (Hermosillo, 11 maggio 1999) è un cestista messicano.

## Carriera
Con il Messico ha disputato due edizioni dei Campionati americani (2017, 2022).